# Бризґель
Бризґель (пол. Bryzgiel) — село в Польщі, у гміні Новинка Августівського повіту Підляського воєводства.
Населення — 117 осіб (2011).
У 1975-1998 роках село належало до Сувальського воєводства.

## Демографія
Демографічна структура станом на 31 березня 2011 року:
|          | Загалом | Допрацездатний вік | Працездатний вік | Постпрацездатний вік |
| -------- | ------- | ------------------ | ---------------- | -------------------- |
| Чоловіки | 59      | 8                  | 44               | 7                    |
| Жінки    | 58      | 12                 | 30               | 16                   |
| Разом    | 117     | 20                 | 74               | 23                   |